# Тупальці
Ту́пальці — село в Україні, в Звягельському районі Житомирської області. Населення становить 608 осіб. Входить до складу Брониківської сільської громади. Найбільш поширене прізвище Василенко

## Історія

Тупальці на мапі Шуберта Ф. Ф., 1875 р.

У 1906 році село Романівецької волості Новоград-Волинського повіту Волинської губернії. Відстань від повітового міста 20 верст, від волості 10. Дворів 76, мешканців 675

## Пам'ятники
У січні 2008 року у селі демонтовано пам'ятник Володимиру Леніну.

## Постаті
- Колодяжний Олег Сергійович (2002—2022) — солдат збройних сил України, учасник російсько-української війни.